# Pod Osobitou
Pod Osobitou  (1521 m n. m. ) je horské sedlo v Západních Tatrách. Odděluje od sebe vrchy Osobitá (1687 m n. m.) a Javorinu (1581 m n. m.).

## Poloha
Nachází se v jižní části národní přírodní rezervace a geomorfologické části Osobitá , přibližně 1 km severovýchodně od Zverovky. Leží v katastrálním území obce Zuberec  v okrese Tvrdošín, jižně pod vrcholem Osobitej. 

## Přístup
sedlem vede zeleně značený chodník ze Zverovky, který pokračuje na Lúčnú, kde křižuje  modrou značku z Volovce (2063 m n. m.) v hlavním hřebeni. 